# Боґушюкай
Боґушюкай (Bogušiukai) — село у Литві, Расейняйський район, Паґоюкайське староство, знаходиться за 6 км від села Каулакяй. Станом на 2001 рік у селі проживало 2 людей.

## Принагідно
- кліматична мапа

| Литва | Це незавершена стаття з географії Литви. Ви можете допомогти проєкту, виправивши або дописавши її. |